# 31e division SS de volontaires
La 31e division SS de volontaires est l’une des 38 divisions de Waffen-SS durant la Seconde Guerre mondiale. Elle est constituée en octobre 1944 à partir de conscrits Volksdeutsche venant majoritairement de la région de Bačka en Hongrie. Les officiers de la division proviennent en majeure partie de la 23e division SS de montagne Kama. Elle se bat brièvement contre les Soviétiques en Hongrie en novembre 1944 et subit de lourdes pertes. Durant les derniers mois de la guerre la 31e se bat en Silésie.
En 1944, dans le village de Crvenka en Hongrie (de nos jours en Serbie), des soldats de la division participent à un massacre de Juifs réduits en esclavage dans les mines.

## Désignations successives
- Octobre 1944 à Mai 1945 : SS-Freiwilligen Grenadier Division (division de grenadiers volontaires de la SS)

## Liste des commandants successifs
| Début            | Fin        | Grade            | Nom            |
| ---------------- | ---------- | ---------------- | -------------- |
| 1er octobre 1944 | 8 mai 1945 | SS-Brigadeführer | Gustav Lombard |

## Ordre de bataille
- SS-Freiwilligen-Grenadier-Regiment 78
- SS-Freiwilligen-Grenadier-Regiment 79
- SS-Freiwilligen-Grenadier-Regiment 80
- SS-Freiwilligen-Artillerie-Regiment 31
- Polizei-Regiment Brixen
  - SS-Freiwilligen-Füsilier-Abteilung 31
  - SS-Freiwilligen-Panzerjäger-Abteilung 31
  - SS-Freiwilligen-Pionier-Abteilung 31
  - SS-Freiwilligen-Nachrichten-Abteilung 31
  - SS-Freiwilligen-Feldersatz-Bataillon 31
  - SS-Freiwilligen-Aufklärungs-Abteilung 31
  - SS-Freiwilligen-Wirtschafts-Abteilung 31
  - SS-Freiwilligen-Nachschub-Truppen 31
  - SS-Freiwilligen-Sanitäts-Abteilung 31
    - SS-Freiwilligen-Veterinärskompanie 31
    - Werkstattkompanie 31
      - Nachschubzug 31

  - SS-Freiwilligen-Kraken-Transport-Kompanie 31